# Proust (krater)
För andra betydelser, se Proust.
Proust är en nedslagskrater på planeten Merkurius, med en diameter på ungefär 145 kilometer.
1976 uppkallades den efter den franske författaren Marcel Proust.